# توآماسینا سوبورباینه
توآماسینا سوبورباینه (به لاتین: Toamasina suburbaine) یک منطقهٔ مسکونی در ماداگاسکار است که در توآماسینا دوم واقع شده‌است. توآماسینا سوبورباینه ۲۹۲ کیلومتر مربع مساحت و ۴۶٬۸۵۹ نفر جمعیت دارد و ۱۵ متر بالاتر از سطح دریا واقع شده‌است.